# Llista de monuments de Porreres
Llista de monuments de Porreres catalogats pel consell insular de Mallorca com a Béns d'Interès Cultural en la categoria de monuments pel seu interès històric, artístic, arquitectònic, arqueològic, històric-industrial, etnològic, social, científic o tècnic.
| Monument                                                    | Tipus                | Localització                                | Coordenades                                          | Codi?         | Imatge |
| ----------------------------------------------------------- | -------------------- | ------------------------------------------- | ---------------------------------------------------- | ------------- | --- |
| Son Rosselló                                                | Arq. defensiva       | Porreres                                    |                                                      | RI-51-0008492 | Carregueu una nova foto d'aquest monument                                                                                |
| Creu des Pont                                               | Creus de terme       | Porreres                                    | 39° 31′ 04″ N, 3° 01′ 28″ E / 39.517888°N,3.024570°E | RI-51-0010369 | Creu des Pont (Porreres) · Carregueu una nova foto d'aquest monument                                                     |
| Creu des Molí d'en Coves                                    | Creus de terme       | Porreres Carrer Jaume I, 2                  | 39° 30′ 51″ N, 3° 01′ 10″ E / 39.5143°N,3.019482°E   | RI-51-0010370 | Creu des Molí d'en Coves (Porreres) · Carregueu una nova foto d'aquest monument                                          |
| Creu de sa Marina, o Creu des Pont Nou                      | Creus de terme       | Porreres Pujada a Monti-sion                | 39° 30′ 43″ N, 3° 00′ 58″ E / 39.512032°N,3.016100°E | RI-51-0010371 | Carregueu una nova foto d'aquest monument                                                                                |
| V Goig de la pujada a Monti-sion                            | Creus de terme       | Porreres Pujada a Monti-sion                | 39° 29′ 53″ N, 3° 00′ 55″ E / 39.498048°N,3.015364°E | RI-51-0010372 | V Goig de la pujada a Monti-sion (Porreres) · Modifica el valor a Wikidata · Carregueu una nova foto d'aquest monument   |
| VI Goig de la pujada a Monti-sion                           | Creus de terme       | Porreres Pujada a Monti-sion                | 39° 29′ 46″ N, 3° 00′ 52″ E / 39.496237°N,3.014538°E | RI-51-0010373 | VI Goig de la pujada a Monti-sion (Porreres) · Modifica el valor a Wikidata · Carregueu una nova foto d'aquest monument  |
| VII Goig de la pujada a Monti-sion                          | Creus de terme       | Porreres Pujada a Monti-sion                | 39° 30′ 59″ N, 3° 01′ 23″ E / 39.516311°N,3.023046°E | RI-51-0010374 | Carregueu una nova foto d'aquest monument                                                                                |
| Creu d'en Janer                                             | Creus de terme       | Porreres Pujada a Monti-sion                | 39° 30′ 16″ N, 3° 01′ 00″ E / 39.504518°N,3.016703°E | RI-51-0010375 | Carregueu una nova foto d'aquest monument                                                                                |
| Creu d'en Net                                               | Creus de terme       | Porreres Oratori de Santa Creu              | 39° 31′ 31″ N, 3° 00′ 46″ E / 39.525188°N,3.012647°E | RI-51-0010376 | Carregueu una nova foto d'aquest monument                                                                                |
| Creu des Racó, o Creu Nova                                  | Creus de terme       | Porreres Carrer Nou - carretera de Felanitx | 39° 31′ 02″ N, 3° 01′ 29″ E / 39.517104°N,3.024756°E | RI-51-0010377 | Creu des Racó (Porreres) · Vegeu més fotos d'aquest monument · Carregueu una nova foto d'aquest monument                 |
| Creu de sa Drecera, antic IV Goig de la pujada a Monti-sion | Creus de terme       | Porreres                                    | 39° 29′ 57″ N, 3° 00′ 52″ E / 39.499175°N,3.014352°E | RI-51-0010378 | Carregueu una nova foto d'aquest monument                                                                                |
| Creu des Pou d'Amunt                                        | Creus de terme       | Porreres Carretera a Montuïri               | 39° 31′ 06″ N, 3° 01′ 13″ E / 39.518402°N,3.020406°E | RI-51-0010379 | Creu des Pou d'Amunt (Porreres) · Carregueu una nova foto d'aquest monument                                              |
| Es Pou Celat / Alqueria Blanc                               | Monument arqueològic | Porreres                                    | 39° 30′ 03″ N, 3° 03′ 38″ E / 39.500872°N,3.060550°E | RI-51-0002644 | Es Pou Celat / Alqueria Blanc (Porreres) · Vegeu més fotos d'aquest monument · Carregueu una nova foto d'aquest monument |
| Es Baulenes                                                 | Monument arqueològic | Porreres                                    | 39° 28′ 28″ N, 2° 59′ 04″ E / 39.474413°N,2.984548°E | RI-51-0002645 | Es Baulenes (Porreres) · Modifica el valor a Wikidata · Carregueu una nova foto d'aquest monument                        |
| Can Polla                                                   | Monument arqueològic | Porreres                                    | 39° 29′ 35″ N, 3° 06′ 09″ E / 39.493093°N,3.102526°E | RI-51-0002646 | Carregueu una nova foto d'aquest monument                                                                                |
| Sa Figuerassa                                               | Monument arqueològic | Porreres                                    | 39° 30′ 22″ N, 3° 00′ 35″ E / 39.506113°N,3.009724°E | RI-51-0002647 | Carregueu una nova foto d'aquest monument                                                                                |
| Tanca d'en Just                                             | Monument arqueològic | Porreres                                    | 39° 28′ 43″ N, 2° 59′ 41″ E / 39.478706°N,2.994846°E | RI-51-0002648 | Tanca d'en Just (Porreres) · Modifica el valor a Wikidata · Carregueu una nova foto d'aquest monument                    |
| Es Pletons / Es Pagos                                       | Monument arqueològic | Porreres                                    | 39° 32′ 49″ N, 3° 04′ 29″ E / 39.546997°N,3.074801°E | RI-51-0002649 | Es Pletons / Es Pagos (Porreres) · Modifica el valor a Wikidata · Carregueu una nova foto d'aquest monument              |
| Puig Colom / Es Pagos                                       | Monument arqueològic | Porreres                                    | 39° 33′ 06″ N, 3° 04′ 06″ E / 39.551606°N,3.068288°E | RI-51-0002650 | Carregueu una nova foto d'aquest monument                                                                                |
| Cova des Puig Redó / Es Pagos                               | Monument arqueològic | Porreres                                    | 39° 32′ 27″ N, 3° 04′ 46″ E / 39.540777°N,3.079450°E | RI-51-0002651 | Carregueu una nova foto d'aquest monument                                                                                |
| Vinya de sa Garriga                                         | Monument arqueològic | Porreres                                    |                                                      | RI-51-0002652 | Carregueu una nova foto d'aquest monument                                                                                |
| Cova de Son Apoloni                                         | Monument arqueològic | Porreres                                    | 39° 31′ 48″ N, 2° 59′ 24″ E / 39.529901°N,2.990063°E | RI-51-0002653 | Carregueu una nova foto d'aquest monument                                                                                |
| Son Artigues                                                | Monument arqueològic | Porreres                                    | 39° 30′ 05″ N, 3° 05′ 50″ E / 39.501387°N,3.097188°E | RI-51-0002654 | Carregueu una nova foto d'aquest monument                                                                                |
| Son Cota                                                    | Monument arqueològic | Porreres                                    | 39° 28′ 40″ N, 3° 00′ 30″ E / 39.477739°N,3.008209°E | RI-51-0002655 | Carregueu una nova foto d'aquest monument                                                                                |
| Son Dagueta                                                 | Monument arqueològic | Porreres                                    | 39° 31′ 43″ N, 3° 01′ 54″ E / 39.528710°N,3.031727°E | RI-51-0002656 | Carregueu una nova foto d'aquest monument                                                                                |
| Son Drago                                                   | Monument arqueològic | Porreres                                    | 39° 28′ 40″ N, 3° 00′ 38″ E / 39.477730°N,3.010546°E | RI-51-0002657 | Carregueu una nova foto d'aquest monument                                                                                |
| Turó des Moro / Son Font                                    | Monument arqueològic | Porreres                                    | 39° 32′ 08″ N, 3° 02′ 11″ E / 39.535572°N,3.036493°E | RI-51-0002658 | Carregueu una nova foto d'aquest monument                                                                                |
| Son Jeroni Nou                                              | Monument arqueològic | Porreres                                    |                                                      | RI-51-0002659 | Carregueu una nova foto d'aquest monument                                                                                |
| Son Mora                                                    | Monument arqueològic | Porreres                                    | 39° 29′ 25″ N, 3° 02′ 06″ E / 39.490169°N,3.034957°E | RI-51-0002660 | Carregueu una nova foto d'aquest monument                                                                                |
| Son Orellet                                                 | Monument arqueològic | Porreres                                    | 39° 29′ 43″ N, 3° 02′ 44″ E / 39.495292°N,3.045659°E | RI-51-0002661 | Carregueu una nova foto d'aquest monument                                                                                |
| Son Redó                                                    | Monument arqueològic | Porreres                                    | 39° 30′ 54″ N, 3° 03′ 32″ E / 39.515109°N,3.058818°E | RI-51-0002662 | Carregueu una nova foto d'aquest monument                                                                                |
| Son Redó / Es Puig                                          | Monument arqueològic | Porreres                                    | 39° 30′ 59″ N, 3° 03′ 42″ E / 39.516288°N,3.061727°E | RI-51-0002663 | Carregueu una nova foto d'aquest monument                                                                                |
| Cova d'en Gornals / Son Valls                               | Monument arqueològic | Porreres                                    | 39° 31′ 01″ N, 3° 00′ 01″ E / 39.516971°N,3.000302°E | RI-51-0002664 | Carregueu una nova foto d'aquest monument                                                                                |
| Son Vallets                                                 | Monument arqueològic | Porreres                                    | 39° 28′ 05″ N, 2° 59′ 02″ E / 39.468088°N,2.984027°E | RI-51-0002665 | Carregueu una nova foto d'aquest monument                                                                                |
| Son Verdereta                                               | Monument arqueològic | Porreres                                    | 39° 28′ 05″ N, 2° 59′ 03″ E / 39.468162°N,2.984035°E | RI-51-0002666 | Carregueu una nova foto d'aquest monument                                                                                |
| Ses Talaies Grans / Ses Cases                               | Monument arqueològic | Porreres                                    | 39° 32′ 17″ N, 3° 05′ 25″ E / 39.537976°N,3.090257°E | RI-51-0002667 | Carregueu una nova foto d'aquest monument                                                                                |